# Międzynarodowy Dom Spotkań Młodzieży w Oświęcimiu

Oświęcim jako miejsce pamięci nie daje odpowiedzi; jedynie szokująco skłania ludzi do zadawania pytań -a szczególnie intrygujących pytań. Być może to jest prawdziwa rola Oświęcimia. Ale również Oświęcim może (i powinien) być miejscem gojenia się ran, w wyniku rozmów i dyskusji... W ostatnich 19 latach trzy niezależne ośrodki edukacyjne powstały w okolicach Muzeum Oświęcim: pierwszy (w latach 80.) Polsko-Niemieckie Centrum Młodzieży, następnie Centrum Dialogu i Modlitwy w Oświęcimiu i ostatnio (w roku 2000) Centrum Żydowskie w Oświęcimiu...Kolektywnie, powstanie tych ośrodków oznacza, że Oświęcim jest nie tylko miejscem żałoby i rozmyślań, miejscem pamięci, ale również miejscem badań, poznawania i ścierania się różnych przekonań religijnych i nie tylko religijnych. Rozwój tych instytucji wskazuje, że nowe strategie wyłaniają się na przyszłość.

Międzynarodowy Dom Spotkań Młodzieży w Oświęcimiu – ośrodek edukacyjny na terenie pomiędzy centrum polskiego miasta Oświęcim a byłym niemieckim obozem koncentracyjnym Auschwitz. Ponad milion ludzi, głównie Żydów i Polaków, zamordowano w Auschwitz w czasie II wojny światowej (1939-1945). Międzynarodowy Dom Spotkań, zaproponowany w 1971 roku, został otwarty w 1986 roku po latach planowania, pertraktacji i gromadzenia środków pieniężnych. Celem Domu Spotkań jest rozszerzanie wiedzy, zrozumienie i konsekwencje narodowego socjalizmu (nazizmu), w szczególności wśród młodych Niemców. Cel ten jest osiągalny w formie rozmów pomiędzy ludźmi różnych grup etniczno-kulturowych, w szczególności Niemców i Polaków, Chrześcijan i Żydów.
W roku 2010 Dom Spotkań gościł (oferując noclegi) ponad 1700 młodzieży uczestniczącej w tym programie. Wielu młodych Niemców i Austriaków zajmowało ochotniczo jednoroczne stanowiska w Międzynarodowym Domu Spotkań Młodzieży w Oświęcimiu w poczuciu cywilnej służby i odpowiedzialności. Jeden z nich, Robert Thalheim (1996-1997) napisał i wyreżyserował dramat filmowy w języku niemieckim „Am Ende kommen Touristen”; po polsku, „A na koniec przyszli turyści”, który przedstawia, między innymi, działalność Międzynarodowego Domu Spotkań Młodzieży w Oświęcimiu/Auschwitz.
Polskie i niemieckie nazwy tego centrum są następujące: Międzynarodowy Dom Spotkań Młodzieży w Oświęcimiu oraz Internationale Jugendbegegnungsstätte in Oświęcim/Auschwitz. Nazwy te są wspólnie skracane jako MDSM/IJBS.

## Historia
Pomysł zbudowania w Polsce centrum spotkań młodzieży podsunął Volker von Törne (1934-1980), który zauważył możliwość stworzenia takiego centrum po podpisaniu w 1970 roku Układu PRL-RFN. von Törne był poetą, a następnie dyrektorem prywatnej organizacji niemieckiej „Aktion Sühnezeichen Friedensdienste (ASF)” (po polsku: Akcja Znaku Pokuty – Służby dla Pokoju) działającej w kierunku pojednania krajów i ludzi skrzywdzonych w czasie niemieckiej okupacji w II wojnie światowej. Po śmierci von Törne w 1980 roku, projekt ARSP prowadził Christoph Heubner. W wywiadzie w roku 1986 Heubner wyjaśnił znaczenie umiejscowienia Centrum w pobliżu Oświęcimia, który „symbolizuje najniższy punkt historii polsko-niemieckiej, najniższy punkt relacji niemiecko-żydowskich oraz jeden z najniższych punktów w ludzkim okrucieństwie. Uzasadnienie rozmów pomiędzy uczestnikami jest większe w tym właśnie miejscu. Duże emocje skłaniają ludzi do rozmów bardziej niż w przypadku spotkań na Mazurach, czy w słonecznych górzystych łąkach”.
W końcu lat 70. i na początku 80. XX wieku projekt ten był bardzo sporny. Lokalizacja budynków, architektura projektu, operacje, jak również polskie partnerstwo w ARSP stały się przedmiotem kłótliwej dyskusji. W roku 1978, Andreas Maislinger zwrócił się, bez powodzenia, do prezydenta Rudolfa Kirchschlägera, aby Austria pomogła w projekcie.
Projekt uzyskał wsparcie wielu osób ocalałych z obozów koncentracyjnych w Dachau, Stutthof, Buchenwald i Auschwitz; w rezultacie, punkt przełomowy został osiągnięty w grudniu 1985 roku. Alfred Przybylski, były więzień # 471 w Oświęcimiu działający w imieniu Związku Polskich Architektów, wsparty projektem niemieckiego architekta Helmuta Morloka, przyczynił się decydująco do urzeczywistnienia tego projektu.
Po uzyskaniu pomocy finansowej w wysokości 4,6 miliona marek niemieckich, co wystarczało na pokrycie 2/3 kosztów, budowa ruszyła w maju 1986 roku. Uroczyste przekazanie pierwszych budynków na rzecz instytucji nadzorującej odbyło się 7 grudnia 1986 roku, dokładnie w szesnastą rocznicę podpisania Układu PRL-RFN. Cały projekt budowlany został zakończony w październiku 1998 roku. Centrum utrzymywane jest głównie przez władze miejskie Oświęcimia i ASF, który również sponsoruje trzy inne tego rodzaju centra. W roku 2010 Dom Spotkań gościł (oferując noclegi) ponad 1700 młodzieży uczestniczącej w tym programie.
Centrum „Międzynarodowy Dom Spotkań Młodzieży w Oświęcimiu” stało się znane w niemieckojęzycznej Europie po ukazaniu się na ekranach kin dramatu „Am Ende kommen Touristen” (2007); po polsku, „A na koniec przyszli turyści”, który był filmowany po części w Centrum. Scenariusz do filmu napisał i reżyserował go Robert Thalheim. O ile bohaterowie filmu i wydarzenia są książkowe (fikcyjne), Thalheim pisząc scenariusz wzorował się na własnych doświadczeniach jako niemiecki pracownik cywilny w Centrum (1996-1997).

## Zaplecze
Centrum znajduje się na brzegu rzeki Soły i składa się z kilku pawilonów wokół dużego ogrodu. Są tam: forum dyskusyjne, pokój wieloczynnościowy, biblioteka i cztery pokoje seminaryjne. Jest tam około stu łóżek, jak również pole namiotowe i boisko sportowe.
Katrin Buchholz opisała architekturę jako: „Prosta w konstrukcji i formie, skromna w wyposażeniu wnętrz, ... centrum kampusu jest miejscem spotkań otwartym na wszelkie potrzeby,... gdzie każdy może poruszać lub snuć się swobodnie nie będąc obserwowanym, w którym można spotkać społeczność lokalną, czuć się bezpiecznie, jak również znaleźć czas i miejsce na samotne rozważania”.

## Program
Centrum inicjuje i popiera różnego rodzaju działalność, w tym zjazdy polskich i niemieckich studentów, seminaria, rozwijanie programów w celu kształcenia dorosłych i nauczycieli, jak również wystawy dla ogólnych gości. Grupy zwiedzające zwykle zatrzymują się w Centrum na cztery lub pięć dni. Poza zwiedzaniem pozostałości obozów koncentracyjnych Auschwitz I, Auschwitz-Birkenau i Auschwitz III-Monowitz, grupy te mogą planować wycieczki w pobliżu, szczególnie do Krakowa, a kolejne rozmowy odnośnie do Centrum mogą być uzgodnione ze znawcą tych tematów.
Centrum zalicza się do grona miejsc pracy i wysiłków młodych Niemców i Austriaków wykonujących obywatelską służbę (Zivildienst) pod patronatem ARSP, Niemieckim Międzynarodowym Stowarzyszeniem (Internationaler Bund) oraz Austriacką Służbą Pamięci.